# 毘沙門站
毘沙門站（日语：／ Bishamon eki */?）是位於青森縣五所川原市大字毘沙門字上熊石，津輕鐵道的津輕鐵道線車站。

## 歷史
- 1931年7月15日 - 車站啟用[1]。
- 1941年8月1日 - 車站暫停服務。
- 1955年5月20日 - 車站恢復服務。

## 車站構造
車站是一座地面車站，設有1面1線的單式月台。此站是無人車站，月台上設有候車室。在2013年，當地志願人士把候車室外牆加固。

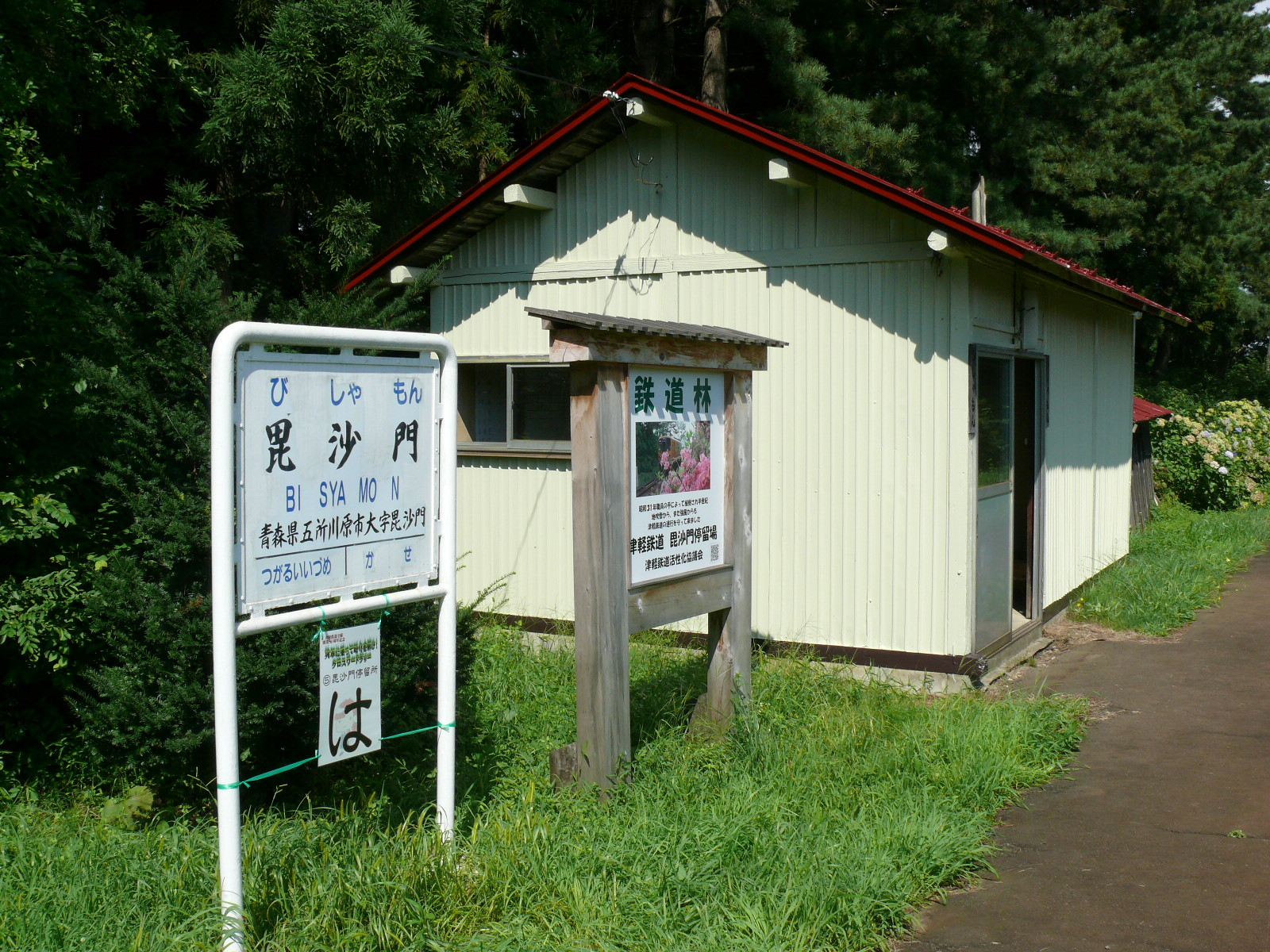
月台上設有候車室。站名牌和鐵路林的展板。 （2010年8月29日）
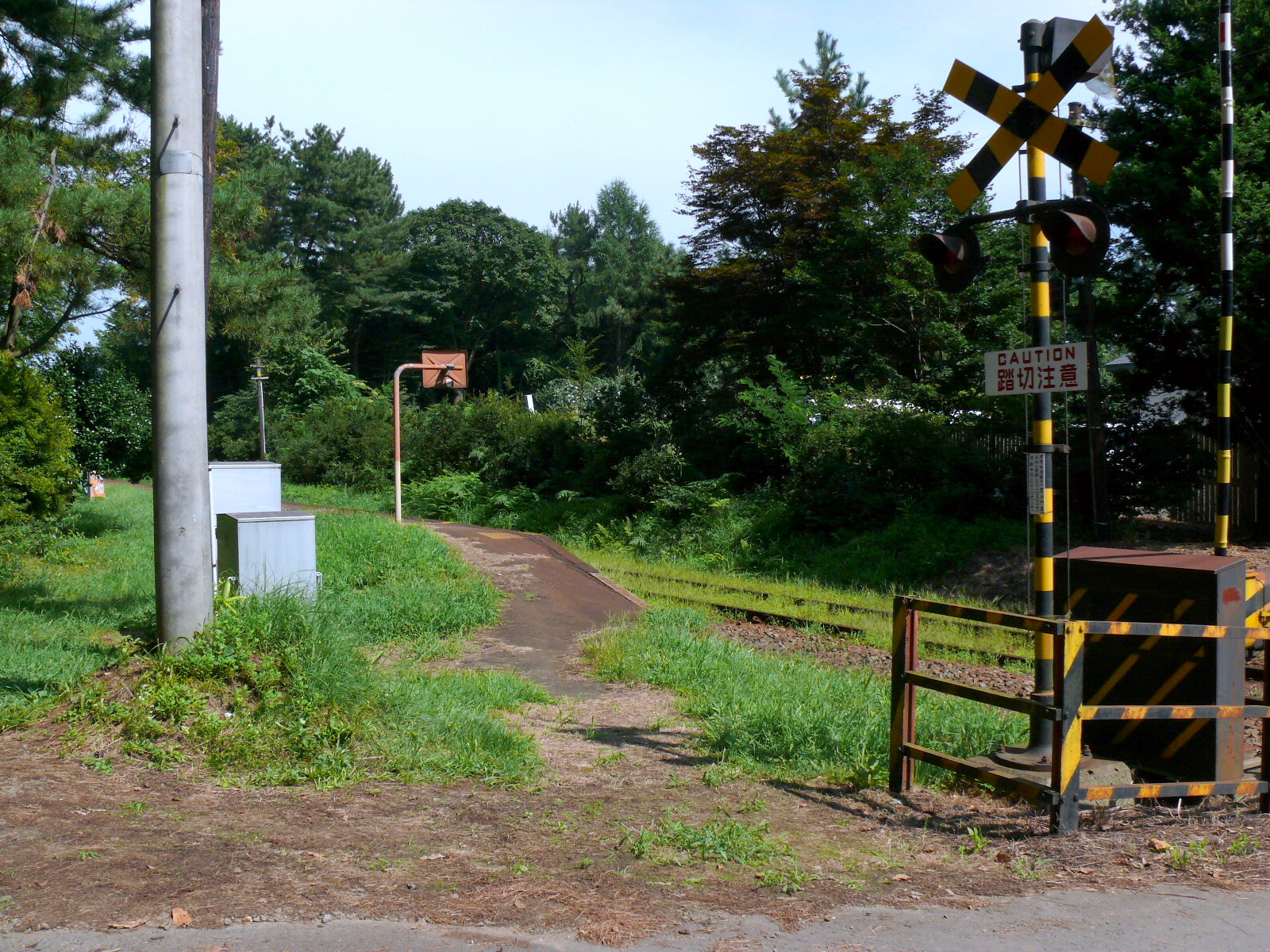
車站入口。 （2010年8月29日）
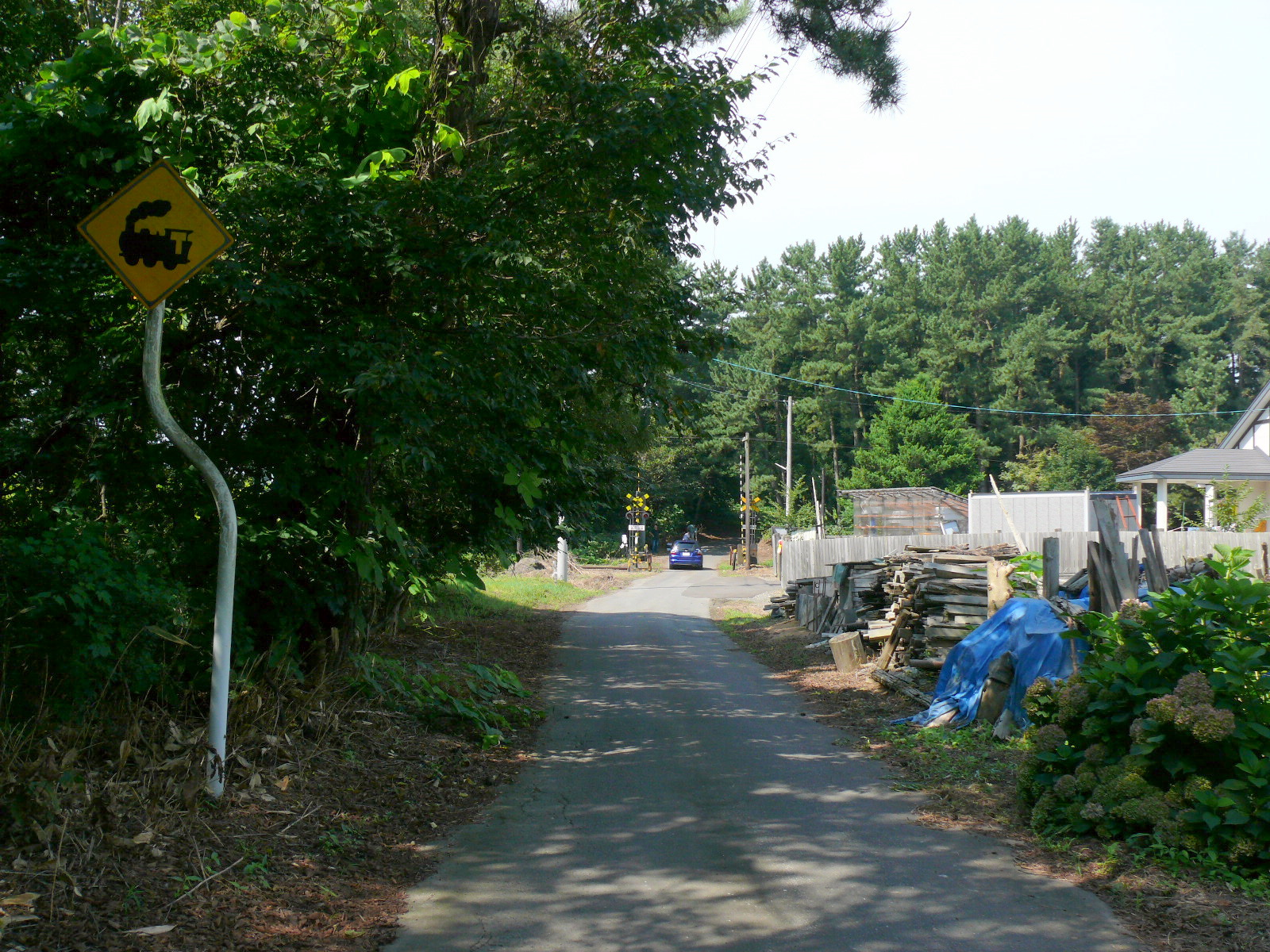
站前。後方的平交道為車站入口。 （2010年8月29日）

## 使用狀況
| 1日上下車人次變化 | 1日上下車人次變化 |
| 年度              | 1日平均人次       |
| ----------------- | ----------------- |
| 2011年            | 7                 |
| 2012年            | 6                 |
| 2013年            | 6                 |
| 2014年            | 5                 |
| 2015年            | 4                 |

## 車站周邊
- 鐵路林（日语：鉄道林）
- 廣域新農業中心
- 大泊溜池
- 青森縣道36號五所川原金木線（日语：青森県道36号五所川原金木線）

## 相鄰車站
津輕鐵道
津輕鐵道線（部分列車通過此站）
津輕飯詰－毘沙門－嘉瀨

## 注腳
1. ↑  『鉄道停車場一覧 昭和9年12月15日現在』（國立國會圖書館數碼化收藏）
2. ↑  国土数値情報(駅別乗降客数データ)  （页面存档备份，存于）（日語） - 國土交通省，2019年7月4日參閲

## 外部連結
- 津輕鐵道株式會社 各站資訊 （页面存档备份，存于）（日語）